# Brinkstraat (Amsterdam)
Brinkstraat is een straat in Betondorp, Amsterdam-Oost.
De straat werd aangelegd in wat toen nog Tuindorp Watergraafsmeer heette. De straat kreeg per raadsbesluit 30 januari 1924 haar naam; een verwijzing naar Brink het centrale plein van de wijk, op haar beurt vernoemd naar de dorpspleinen Brink. De Brinkstraat ligt tussen diezelfde Brink en de Middenweg, de belangrijkste verkeersweg, die langs Betondorp loopt.

## Gebouwen
De even huisnummers lopen op van 2 tot en met 88; de oneven huisnummers van 1 tot en met 157. De hele straat (en een groot deel van de wijk) is volgebouwd met woningen en winkels ontworpen door Gerrit Versteeg al dan niet in samenwerking met Jan Gratama. Versteeg kwam een aantal jaren na de oplevering de wijk zelf fotograferen. Het zijn eenvormige huisjes, met slechts weinig architectonische en stedenbouwkundige waarde (orde 3). Een uitzondering daarop is de aansluiting met Brink. Die wordt gevormd door een huizenrij aan de Akkerstraat met poortgebouw, dan een soort verkeerssluis en dan opnieuw een poortgebouw naar Brink. Die zogenaamde sluis en poortgebouw met Brink maakt deel uit van rijksmonument 335347, dus wel van architectonische en stedenbouwkundige waarde. Dat gedeelte is ontworpen door Dick Greiner en steekt opvallend af van het werk van Versteeg en Gratama. Daar waar zij gebouwen lieten optrekken uit baksteen, paste Greiner bij gebrek daaraan korrelbeton toe.
Na de oplevering is hier nauwelijks iets veranderd, behalve de komst van auto en parkeerplaatsen. De Brinkstraat is circa 375 meter lang.   

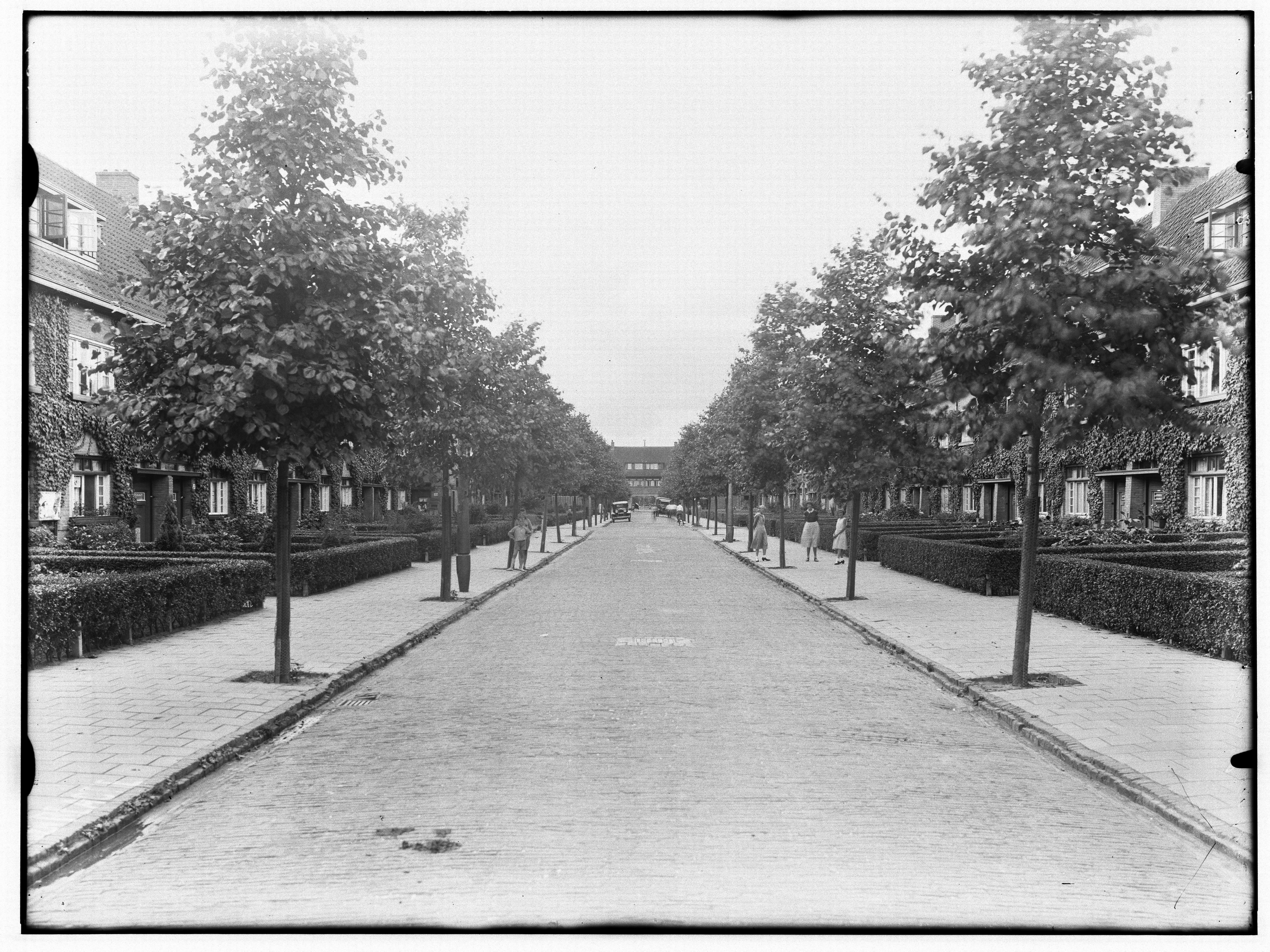
Brinkstraat in 1938 door Versteeg

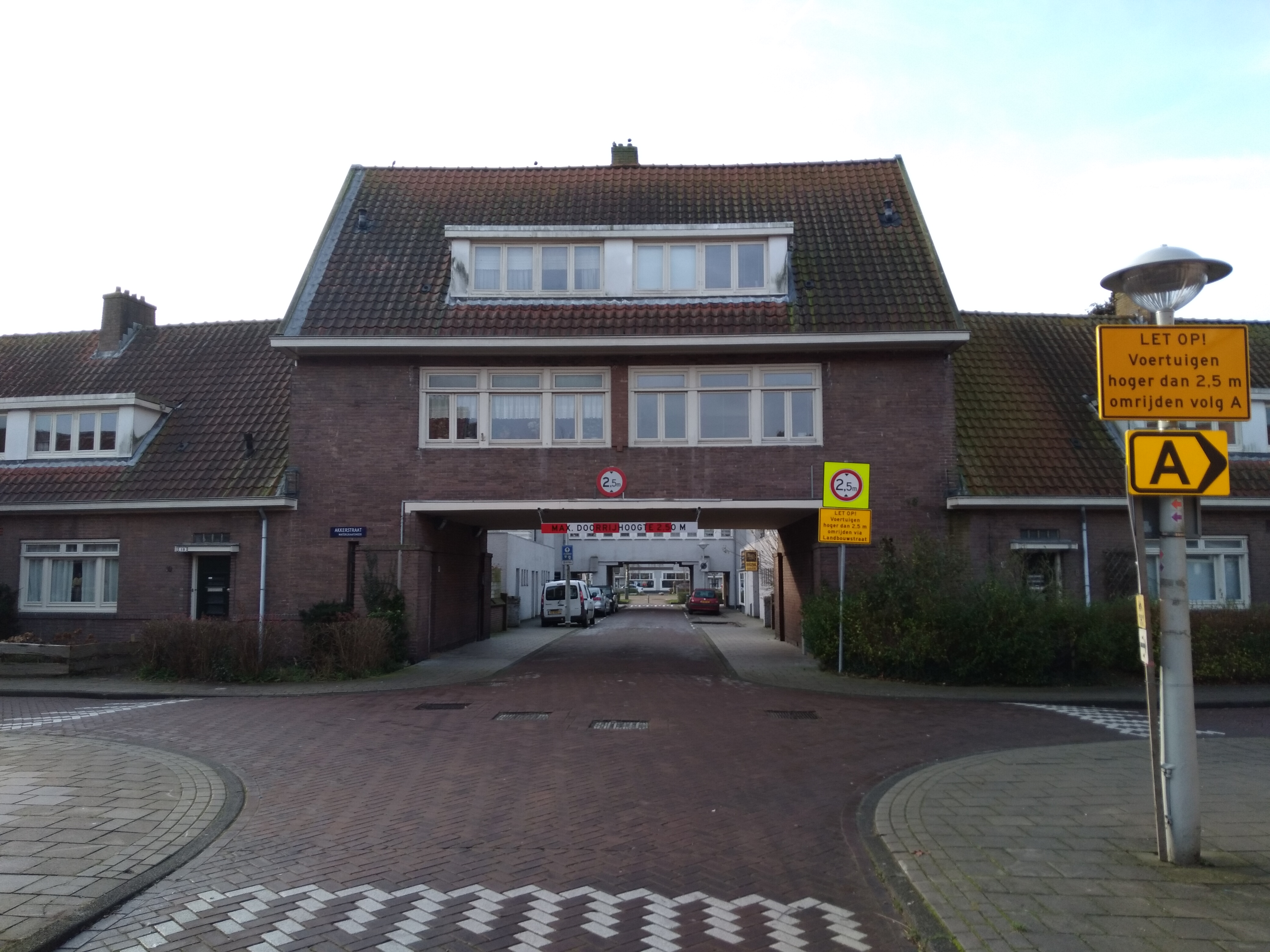
Kruising Akkerstraat, Brinkstraat in januari 2022